# 乔治敦-IBM实验
乔治敦-IBM实验（Georgetown–IBM experiment）是1954年1月7日由喬治城大學和IBM进行的一场实验，以展示机器翻译的潜能。实验人员将60多个俄语句子使用机器翻译翻译成了英文。
这60个来自政治、法律、数学、科学领域的句子都已经提前进行了罗马化，并经过了精心挑选。翻译结果比较成功，获得了广泛的报道。美国政府因此也开始加大对计算语言学领域的资金投入。但实际上机器翻译远没有这么简单，1966年ALPAC报告出具后，政府投资大幅缩水。 